# Lâu đài Przemyśl
Lâu đài Przemyśl hoặc Lâu đài Casimir (tiếng Ba Lan: Zamek Przemyśl hoặc tiếng Ba Lan: Zamek Kazimierzowski) là một lâu đài thời Phục hưng ở Przemyśl, Ba Lan, nằm trên Đồi Castle, cao tới 270 m so với thành phố và sông San.

## Lịch sử

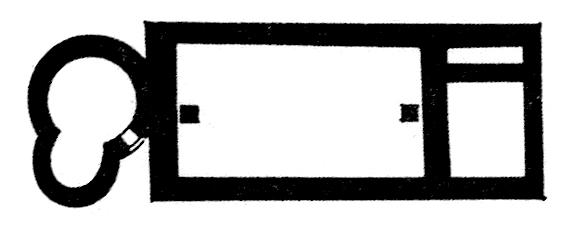
Nền móng của khu phức hợp đá kiến trúc Roman rotunda và palatium được xây dựng bởi vua Ba Lan Bolesław I Chrobry vào thế kỷ thứ 11

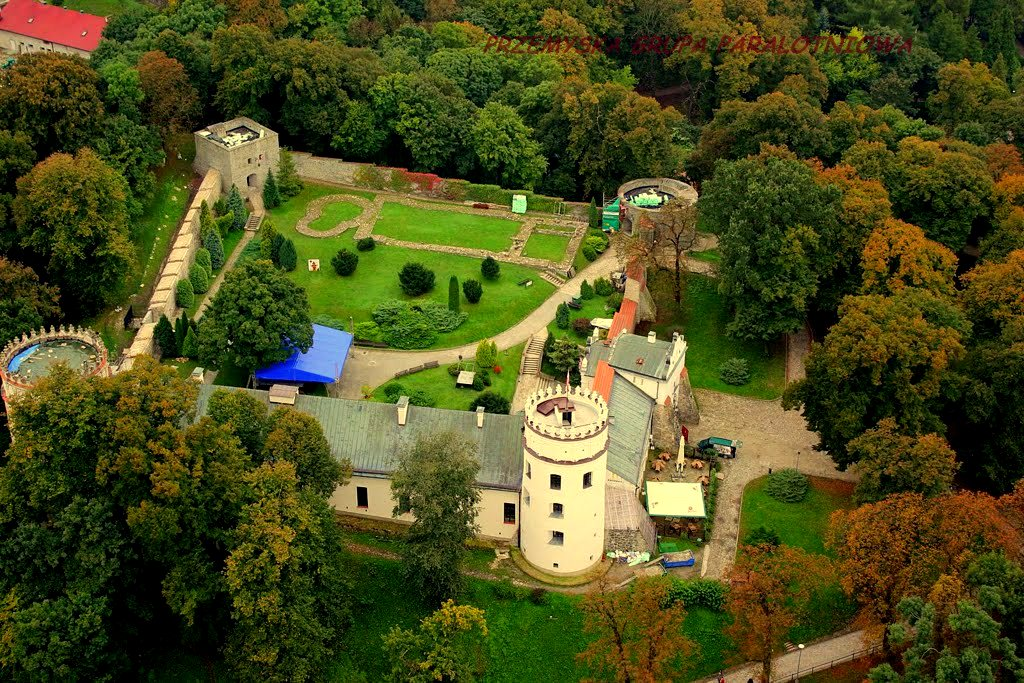
Ảnh chụp từ trên cao của lâu đài Przemyśl

Vị trí của lâu đài Przemyśl và khu định cư trước đó nằm trên một con sông quan trọng trên tuyến đường thương mại chạy từ Biển Đen đến Biển Baltic và qua đèo Carpathian, và là một địa điểm của một khu rừng kiên cố thuộc về người Lendian (Lendizi), những người này là một bộ lạc Tây Slav có nguồn gốc từ White Croats.
Năm 1018, Ba Lan vua Bolesław I Chrobry chiếm lại Przemyśl và xây dựng một khu phức hệ bằng đá với gian lớn hình tròn kiểu Roman. Sau đó, Casimir III Đại đế chịu trách nhiệm xây dựng một lâu đài kiến trúc Gothic vào năm 1340, trong đó chỉ có một cánh cổng theo phong cách Ogive - hình cung nhọn tồn tại cho đến ngày nay. Các tòa nhà đã bị phá hủy bởi Vlachs xâm lược vào năm 1498, và một lần nữa được xây dựng lại cho Piotr Kmita Sobieński.
Marcin Krasnicki bô lão của thị trấn Przemyśl bắt đầu xây dựng lại lâu đài theo phong cách Phục hưng năm 1616. Các công trình được giám sát bởi kiến trúc sư người Ý Galleazzo Appiani. Các tòa tháp được nâng lên và gác mái đã hoàn thành, và nhiều nhà ở hơn được gắn vào, tuy nhiên sau cái chết của Krasnick, việc xây dựng lại lâu đài đã dừng lại.
Từ năm 1759 đến 1762, thị trưởng Przemyśl và vua Ba Lan tương lai Stanislaw Poniatowski đã xây dựng lại lâu đài, xây dựng lại tàn tích của hai tòa tháp, bức tường giữa chúng, xây dựng một lâu đài mới và thêm các bậc thang.
Sau sự phân chia của Khối thịnh vượng chung, người Áo đóng quân trong lâu đài. Cuối cùng vào năm 1865, lâu đài đã được bàn giao cho thành phố nơi mà từ năm 1884, xã hội đầy kịch tính Fredreum đã có trụ sở. Trong Thế chiến I, người Áo đã giam giữ hai nghìn tù nhân Nga trong lâu đài. Việc khôi phục lại lâu đài được thực hiện vào năm 1920, và vào năm 1980, hai tòa tháp góc và bức tường rèm giữa chúng đã được xây dựng lại.